# Коновал Володимир Іванович
Володимир Іванович Коновал (1940—2014) — будівельник, Герой Соціалістичної Праці (1984).

## Біографія
Володимир Іванович Коновал народився 30 червня 1940 року в Марківцях Чернігівської області. Після закінчення семирічки під час канікул працював у радгоспі «Кіровський». 1958 року закінчив Київське художньо-ремісниче училище № 16 за спеціальністю «муляр-монтажник крупноблочного будівництва», після чого працював у будівельному управлінні тресту «Київміськбуд».
З 1966 по 1969 роки працював на відновлювальних роботах після землетрусу в Ташкенті, де одружився. Після повернення до Києва в березні 1975 року на чолі бригади теслярів-бетонників будівельно-монтажного підприємства «Укрбуд» виїхав на спорудження Байкало-Амурської магістралі (БАМ).

«... Я спочатку збирався приїхати сюди на рік, на два, але робота так захопила, стільки потрібно було чого зробити на Уралі, що не міг я кинути розпочату справу. Та й як кинути? Мене ж обрали бригадиром. Кину я — який буде приклад для інших? Обзавівся друзями. Згадалося піонерське дитяче «Будь готов!» — «Завжди готов!». Невдовзі і дружина була поруч».

1977 року сім'ї Коновалів було виділено на БАМі квартиру, однак Володимир Іванович віддав свою житлову площу члену бригади, в якого народилася дитина. Указом Президії Верховної Ради СРСР від 25 жовтня 1984 роки за «видатні виробничі успіхи, досягнуті при спорудженні Байкало-Амурської залізничної магістралі, забезпечення дострокового укладання колії на всьому її протязі і проявлений при цьому трудовий героїзм» Володимир Коновал був удостоєний високого звання Героя Соціалістичної Праці з врученням ордена Леніна і медалі «Серп і Молот».
Повернувшись в Україну, Володимир Іванович продовжив роботу в будівельній сфері. 1995 року вийшов на пенсію, а 1997 року поїхав переїхав у Старий Оскол Білгородської області. Помер 23 лютого 2014 року.
Заслужений будівельник Української РСР. Також був нагороджений орденами Дружби народів та «Знак Пошани», рядом медалей.